# Hypagophytum
Hypagophytum, monotipski rod biljaka iz porodice Crassulaceae. Jedina vrsta je H. abyssinicum iz Etiopije i Eritreje
To je višegodišnja sukulentna biljka s podzemnim gomoljastim korijenjem. Raste na planinama sjeverne Etiopije i susjednim područjima Eritreje, na nadmorskoj visini od 2 250 do 3 500 m. Naraste do visine od oko 10 cm. Cvjetovi su bijeli.
Rod je opisan 1930.

## Sinonimi
- Crassula malladrae (Chiov.) Chiov.
- Sedum abyssinicum (Hochst. ex A.Rich.) Raym.-Hamet
- Sedum malladrae Chiov.
- Sempervivum abyssinicum Hochst. ex A.Rich.